# Bahnhof Böblingen
Der Bahnhof Böblingen ist ein Eisenbahnknotenpunkt in Böblingen, an dem die Rankbachbahn und die Schönbuchbahn von der Bahnstrecke Stuttgart–Horb abzweigen und beide in Böblingen ihren Nullkilometer haben.
Der Bahnhof wird von 31.600 Reisenden und Besuchern täglich genutzt (Stand: 2015).

## Infrastruktur
Der Bahnhof verfügt über fünf Bahnsteigkanten: Das Gleis 1 verfügt über einen 137 m langen Bahnsteig. Die Bahnsteige der Gleise 2/3 und 4/5 sind jeweils 357 m lang. Die Bahnsteige an Gleis 3 und 4 sind 96 cm hoch, die übrigen 76 cm.
Die zulässige Geschwindigkeit im Bahnhofsbereich beträgt bis zu 130 km/h.

## Geschichte

### 19. Jahrhundert
Die Oberämter von Calw und Nagold stellten ab 1863 den Bedarf nach einer Eisenbahnlinie von Stuttgart in den Nordschwarzwald fest. Nach Plänen des Ökonomen Johannes Mährlen, eines Beraters von König Wilhelm I., und des Politikers Otto Elben, Abgeordneter des Oberamts Böblingen, sollte in Böblingen ein Eisenbahnknoten entstehen. Von hier aus waren Strecken nach Calw, Horb am Neckar sowie nach Tübingen vorgesehen. Für Tübingen erhoffte man sich so eine schnellere Verbindung nach Stuttgart, ohne den Umweg über Plochingen. Doch die Überwindung der Höhenmeter zwischen dem Stuttgarter Zentralbahnhof und der Filderhochebene stellten ein großes Problem dar.
Der Gegenvorschlag war eine Trassenführung durch das Strohgäu. Nach mehreren Debatten im Landtag kam es 1865 zur Abstimmung und mit knapper Mehrheit entschieden sich die Abgeordneten für die Strecke über Leonberg nach Calw. Die Königlich Württembergischen Staats-Eisenbahnen stellten die Gäubahn vorerst zurück, Elben überzeugte aber schließlich die königliche Regierung. Im November 1873 begann der Bau der Bahnstrecke von Stuttgart über Herrenberg nach Freudenstadt, die am 2. September 1879 eröffnet wurde.
Für Böblingen und Sindelfingen sollte eine gemeinsame Station zwischen dem Galgenberg und dem Goldberg errichtet werden. Nicht zuletzt wegen der Zuckerfabrik am Unteren See entschloss sich die Staatsbahn für einen Standort auf den Feldern westlich von Böblingen. Das Empfangsgebäude, bestehend aus einem Mittelbau und zwei Flügelbauten, verfügte über drei Geschosse. Zur Güterabfertigung diente ein Schuppen südwestlich des Gebäudes. 1885 erhielt der Bahnhof die Bezeichnung Böblingen (Sindelfingen) beziehungsweise Böblingen/Sindelfingen.

### 20. Jahrhundert
1905 erhielt die Strecke zwischen dem Stuttgarter Westbahnhof und Böblingen ein zweites Streckengleis. Aus der Planung der Strecke Böblingen–Tübingen entstand die Schönbuchbahn nach Dettenhausen. Die Nebenbahn sollte die Ortschaften der Schönbuchlichtung mit Böblingen verbinden. Am 16. Oktober 1910 eröffneten die Staatsbahnen den Streckenabschnitt bis Weil im Schönbuch. Dettenhausen erreichten die ersten Züge am 29. Juli 1911.
Nachdem eine Güterumgehungsbahn Stuttgart Westbahnhof–Zuffenhausen keine Verwirklichung fand, benötigten die Staatsbahnen eine Alternative. Sie planten eine Bahnlinie von Böblingen nach Renningen und stellten so eine Verbindung zur Schwarzwaldbahn her. Die Rankbachbahn ermöglichte für die Güterzüge eine Umfahrung des Stuttgarter Talkessels. 1913 begann der Bau. Durch den Ausbruch des Ersten Weltkriegs verzögert, konnte am 23. Dezember 1914 der erste Abschnitt bis Sindelfingen in Betrieb genommen werden. Die Bahnhofsbezeichnung änderte sich dadurch in Böblingen. Im Oktober 1915 wurde die gesamte Strecke fertiggestellt.
Mit Elektrifizierung der Strecke Stuttgart–Böblingen zum 26. Mai 1963 wurde auch der Bahnhof Böblingen in den elektrischen Stuttgarter Vorortverkehr integriert. Im Gegenzug bedeutete die zunehmende Massenmotorisierung in der Wirtschaftswunderzeit das Aus für den Personenverkehr auf den von Böblingen ausgehenden Nebenbahnen. 1965 verkehrte der letzte Personenzug nach Dettenhausen; auf der Rankbachbahn fuhren die Personenzüge ab 1970 nur noch bis Sindelfingen, bis auch auf diesem Teilstück ab 2004 keine Reisenden mehr befördert wurden. 1969 erhielt Böblingen ein neues Empfangsgebäude. Die der Straßenseite zugewandte Fassade des mehrstöckigen Gebäudeteils zeigt ein Relief, welches an Schienenstränge erinnert.
1996 reaktivierte der Zweckverband Schönbuchbahn die Schönbuchbahn.

### 21. Jahrhundert
Im Jahr 2010 wurde auch die Rankbachbahn vom Verband Region Stuttgart im Schienenpersonennahverkehr reaktiviert; seither verkehrt die Linie S 60.
Von 2010 bis 2015 wurden Bahnhofsgebäude, Fußgängerunterführung und die Bahnsteige umfassend saniert. Der neu entstandene Stadtteil Flugfeld auf der anderen Seite der Gleise ist durch die verlängerte Fußgängerunterführung direkt zu Fuß vom Bahnhof erreichbar.
Bis 2002 hielten auch ICE und Cisalpino im Bahnhof. Seit dem Fahrplanwechsel 2013/2014 im Dezember 2013 bedienen wieder Intercity auf der Linie 87 Böblingen; teilweise gelten hier Fahrkarten des Nahverkehrs.
Im Sommer 2017 wurden zehn Weichen erneuert und dabei die Einführung der Schönbuchbahn von der Infrastruktur der DB Netz AG getrennt, seit 26. Mai 2018 liegen Infrastruktur und Betriebsführung im Gleis 1 in der Verantwortung der Württembergischen Eisenbahn-Gesellschaft. Die Infrastrukturgrenze zur DB InfraGO liegt im nördlichen Anschluss an das Gleis 1 zwischen den Weichen 13 und 14. Bis Ende 2019 wurde die Infrastruktur der Schönbuchbahn im Bahnhofsbereich um- und ausgebaut. Unter anderem entstand ein neues Betriebswerk mit drei Werkstatt- und zwei Ausziehgleisen; ein zweites Streckengleis wurde ergänzt.

### Ausblick
Im Nordkopf des Bahnhofs werden zusätzliche Weichen geplant, um die Betriebsführung zur flexibilisieren. Die Vorplanung war im November 2022 abgeschlossen. Die beiden Weichenpaare sollen im abzweigenden Ast mit 50 km/h befahrbar sein und 2027 in Betrieb genommen werden. Im Oktober 2025 soll hierzu ein Bau- und Realisierungsvertrag unterzeichnet werden.
Der Bahnsteig an Gleis 4 soll abgesenkt werden, um ihn durch S-Bahnen, Regional- und Fernzüge gemeinsam zu nutzen. Eine entsprechende Machbarkeitsstudie lag 2021 vor; die Umsetzung war zunächst offen. Inzwischen wurde die Maßnahme zurückgestellt, da sich dadurch die barrierefreie Anbindung der S-Bahn verschlechtere.
Bis Juli 2025 soll das bislang 195 m lange Gleis 253 des Bahnhofs als S-Bahn-Wendegleis für Langzüge auf 205 Meter Nutzlänge verlängert werden. Ab Ende 2025 soll die S5 im 30-Minuten-Takt von der Schwabstraße bis Böblingen verlängert werden. Die erwarteten Kosten lagen Mitte 2024 bei 4,1 Millionen Euro und hatten sich insbesondere bei erwarteten Mehrkosten für Bauüberwachung erhöht.
Der zweite Gutachterentwurf des Deutschlandtakts sah für den Bahnhof Böblingen im Grundtakt 14 Züge pro Stunde und Richtung vor, davon je ein Viertelstundentakt auf der S1, ein Halbstundentakt auf der RB 43 sowie der S60, ein Halbstundentakt der S5 von/nach Bietigheim-Bissingen sowie drei Regionalzüge und ein Fernverkehrszug pro Stunde und Richtung. Die Linien S1, S60 und RB 43 bilden dabei einen Knoten zu den Minuten 0 und 30, Fern- und Regionalverkehr sowie die S5 fahren in davon abweichenden Fahrlagen.
Ein im August 2021 veröffentlichter Entwurf für die Infrastrukturliste zum 3. Gutachterentwurfs des Deutschlandtakts enthält ein mittiges Wartegleis für Güterverkehr Richtung Kornwestheim. Dafür sind, zum Preisstand von 2015, Kosten von 28 Millionen Euro veranschlagt. Zwischen 2021 und 2023 war dabei vorübergehend vorgesehen, mit Fernverkehrszügen in Böblingen durchzufahren. Mit dem seither verfolgten Konzept kann im Rahmen des Deutschlandtakts wieder ein Fernverkehrshalt ermöglicht werden. Für ein „Wartegleis für 740 Meter lange Güterzüge“ waren Grundlagenermittlung und Vorplanung 2024 im Gang. Der Baubeginn ist in den 2030er Jahren, die Inbetriebnahme in den 2040er Jahren geplant. Damit sollen Personen- und Güterverkehr entflochten werden.
Der Bahnhof ist Teil des Planbereichs 1 (Böblingen) des Digitalen Knotens Stuttgart, dessen Baubeginn 2027 und dessen Inbetriebnahme für 2030 geplant ist.

## Modelle
Das Empfangsgebäude war Vorbild eines früheren Kibri-Modells in Spur N und eines Heljan-Modells in Spur H0.

## Bahnbetrieb
Auf Gleis 1 beginnen und enden die Züge der Schönbuchbahn. Gleis 2 dient den Regional- und Fernzügen nach Stuttgart. Gleis 3 wird von den S-Bahnen nach Kirchheim unter Teck bedient, Gleis 4 von denen nach Herrenberg. Am Gleis 5 beginnt und endet die Linie S60 und es wird von Fern und Regionalzügen nach Rottweil, Freudenstadt und über Singen nach Zürich HB genutzt.
Der Bahnhof ist der Preisklasse 3 zugeordnet.
| Linie                    | Strecke | Frequenz                                                           |
| ------------------------ | --- | ------------------------------------------------------------------ |
| IC 87                    | Stuttgart – Böblingen – Horb – Rottweil – Tuttlingen – Singen (Hohentw) – Schaffhausen – Zürich | 60-Minuten-Takt                                                    |
| RE 14a                   | Stuttgart – Böblingen – Herrenberg – Bondorf (b Herrenberg) – Eutingen im Gäu – Horb – Rottweil | 120-Minuten-Takt (bis Eutingen mit Linie RE 14b gemeinsam geführt) |
| RE 14b                   | Stuttgart – Böblingen – Herrenberg – Bondorf (b Herrenberg) – Eutingen im Gäu – Freudenstadt | 120-Minuten-Takt (bis Eutingen mit Linie RE 14a gemeinsam geführt) |
| RB 46                    | Böblingen – Holzgerlingen – Dettenhausen | 30-Minuten-Takt                                                    |
| RB 14a                   | Stuttgart – Böblingen – Herrenberg – Bondorf (b Herrenberg) – Eutingen im Gäu (– Horb) | stündlich, mit Lücken                                              |
| S 1                      | Kirchheim (Teck) – Wendlingen (Neckar) – Plochingen – Esslingen (Neckar) – Neckarpark – Bad Cannstatt – Hauptbahnhof (tief) – Schwabstraße – Vaihingen – Rohr – Böblingen – Herrenberg (Verstärker im Berufsverkehr zwischen Plochingen bzw. Esslingen und Böblingen) | 15-Minuten-Takt in der HVZ 30-Minuten-Takt in der NVZ              |
| S 11                     | Neckarpark – Bad Cannstatt – Hauptbahnhof (tief) – Schwabstraße – Vaihingen – Rohr – Böblingen – Herrenberg | Verstärker im Veranstaltungsverkehr                                |
| S 60                     | Böblingen – Sindelfingen – Magstadt – Renningen – Leonberg – Zuffenhausen – Hauptbahnhof (tief) – Schwabstraße | 30-Minuten-Takt                                                    |
| Stand: 15. Dezember 2024 | |                                                                    |

Mitte 2017 war mehr als die Hälfte der in Böblingen Richtung Stuttgart fahrenden S-Bahnen verspätet, mit einer durchschnittlichen Verspätung von rund 1,5 Minuten.